# Malgosia Bela
Malgosia Bela (Małgorzata Bela, 6 de Junho de 1977, Cracóvia) é uma modelo e atriz polaca.
Malgosia Bela ficou famosa como modelo no final dos anos 1990, aparecendo na capa de várias edições internacionais da Vogue. Trabalhou para marcas como Jeanne Lanvin, Valentino, Jil Sander, Versace Louis Vuitton, Chloé, Donna Karan, Marc Jacobs, H&M e Barney's.
Apareceu no calendário da Pirelli de 2009.
Malgosia Bela foi colocada na 18ª posição na lista das 20 modelos-ícones, publicada pelo site norte-americano Models.com.
Também se revelou como atriz, atuando no filme polaco Ono e na produção italiana Karol: A Man Who Became Pope sobre o Papa João Paulo II.
Bela tem um filho de nome Józef.